# Pristimantis simonbolivari
Espèce
Synonymes
- Eleutherodactylus simonbolivari Wiens & Coloma, 1992

Statut de conservation UICN

 EN B1ab(iii) : En danger
Pristimantis simonbolivari est une espèce d'amphibiens de la famille des Craugastoridae.

## Répartition
Cette espèce est endémique de la province de Bolívar en Équateur. Elle se rencontre à Cashca Totoras vers 3 200 m d'altitude.

## Étymologie
Cette espèce est nommée en l'honneur de Simón Bolívar.

## Publication originale
- Wiens & Coloma, 1992 : A New Species of the Eleutherodactylus myersi (Anura: Leptodactylidae) Assembly from Ecuador. Journal of Herpetology, vol. 26, no 2, p. 196-207 (texte intégral).